# Szódzsucu

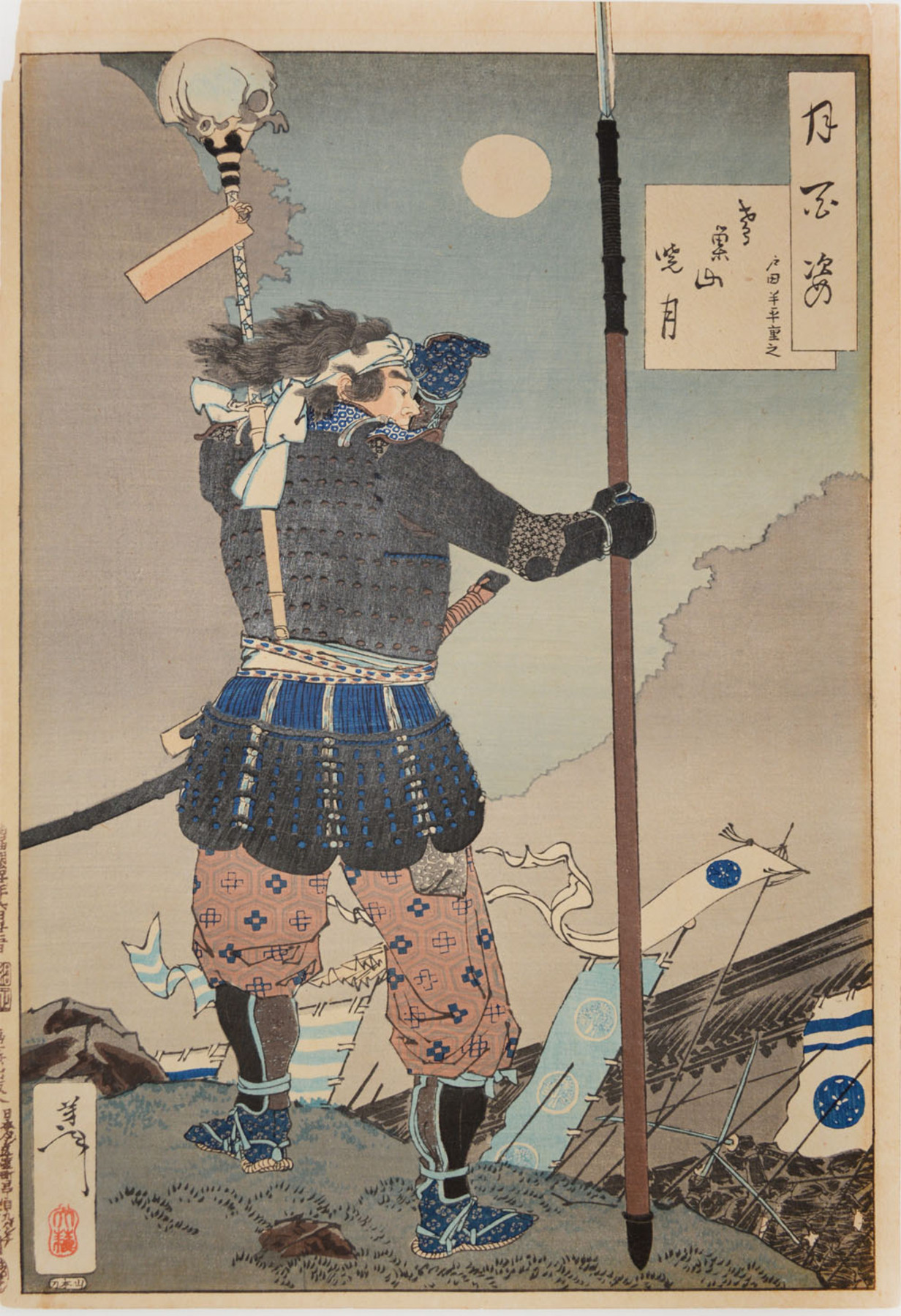
Szamuráj kezében a jari. (A Hadakozó fejedelemségek korából)

A szódzsucu  (japánul: 槍術) (so jutsu) tradicionális japán harcművészet, a lándzsavívás, a lándzsaharc művészete.

## Története
A szódzsucu a többi japán fegyveres harci módszer vagy harcművészet (naginata-dó, kendzsucu, tantódzsucu, nuncsakudó, stb.) elnevezéséhez képest más, mert a lándzsa japánul jari  (槍, yari) vagy hokko, a szó a fegyver elnevezésére nem használatos. A szódzsucu elnevezést a Muromacsi-korban kezdték használni.
A jari, a lándzsa a legfontosabb japán fegyverek egyike. A mítosz szerint az isteni férj Izanagi és felesége, Izanami a világ teremtése után egy szivárványon ülve az istenségek felékszerezett lándzsája, Ame no Takaboko hegyét a tengerbe mártották, és az arról visszacseppenő rögöcskék lettek a Japán szigetvilág szigetei.
A jari a középkori japán harcos kaszt, a szamurájok alsóbb osztályának, az asigaruknak volt a kedvelt fegyvere, lévén olcsóbb a kardnál. Csak a Tokugava-sógunátus idején (1603-1868) vált egyre népszerűbbé a felsőbb osztályok köreiben is. Ez természetesen nem jelenti azt, hogy a Tokugavák kora előtt gazdag harcosok nem forgatták. A japán "harcos szerzetesek", a hegyi aszkéták, a jamabusik kedvelt fegyvere is a lándzsa volt (a kardhegyű naginata mellett).
A japán jari a "hagyományos", húsz-negyven centiméter hosszú, egyenes kétélű penge, mint lándzsahegy mellett számtalan módosított változatot is használt. Ezek közül jellegzetes a második-harmadik, a főhegyre szögben álló egyenes vagy ívelt (félhold) penge (sarlópengés lándzsa - kamajari), vagy a lándzsa végén az életlen döfőtüske. A hokko a japán lándzsa ősibb formája, ahol a gömbölyűbb, hengeresebb hegybe helyezték a nyelet; a jarinál a nyélben képeztek üreget a lándzsahegy számára. A középkori Japánban a jari volt elterjedt.

## A harcművészet
A lándzsa látszólag csak szúrófegyver, de a lándzsaheggyel metszeni is lehet, lévén penge. Hosszú nyele révén előnyös akár kardforgatók ellen is. A középkorban gyalogos és lovas használata is létezett, a szódzsucu jelen ismereteink szerint a gyalogos forgatás hagyományát őrizte csak meg. Gyakorlás során a szódzsucuka (a lándzsavívást gyakorló) legtöbbször szintén gyalogos ellenfelet feltételez, akik kard- vagy lándzsaforgatók.
A tradicionális gyakorlás rongyokba tekert fahegyű lándzsákkal történt, ami azonban így is sérülésveszélyes volt. A lándzsát a szódzsucuka széles tartásban fogja, bal kézzel egészen elöl, a hegy alatt. A hárításokat, lökéseket, lábsöpréseket a nyélvéggel hajtja végre. Szúráskor vagy mind a két kéz mozdul, vagy csak a hátsó szúr és az első kéz vezet. Gyakori a széles körívben vagy nyolcasban forgatás, amit hirtelen megszakítanak egy-egy szúrással. Gyakran ismételt gyakorló mozdulat a fej feletti vágás, amit szúrás majd kilencven fokos fordulat követett. Jellemző az előre és hátraugrás. A gyakorlók sokat szúrtak fatörzsekre. Küzdelem közben a nagyobb hosszt kihasználva előszeretettel szúrtak lábra.
Fénykorában a japán szódzsucu körülbelül 450 iskolára (rjú) oszlott. Jelenleg néhány fontosabb stílus:
- Takada-ha hozoin-rjú - a kései Muromacsi-korban, 1560 körül alapította Hozoin Kakuzenbo In-ei, Nara környékén. Jelenlegi vezető mestere Kagita Csubei.
- Ovari kan-rjú - a stílus egyben kendzsucu, tehát kardvívó-stílus is. 1671-ben alapította Cuda Gonnodzso Taira Nobujuki (1654-1698), az Aicsi tartományban. Jelenlegi vezető mestere Kato Iszao.
- Toda-ha buko-rjú - a stílus elsősorban naginatadzsucuval foglalkozik, másodsorban szódzsucuval, kendzsucuval, bódzsucuval (botvívás) és kuszarigamadzsucuval (a láncos sarló forgatása). Toda Szeigen alapította a késői Muromacsi-korban, 1560 körül. A stílus főleg Tokióban van jelen, jelenlegi vezető mestere Nakamura Joicsi.
- Tensin soden katori sinto-rjú - a tizenötödik században alapította Iizasa Iga no Kami Ienaoko (1387 - 1489), szamurájból lett szerzetes. A stílus rövid- és hosszúkardot, lándzsát, naginatát, dobónyilat (suriken) és botot használ. A szódzsucu hat formagyakorlatát ismeri.
- Josin-rjú - A josin fűzfát jelent, amely a hajlékonyságra és az ebből fakadó szívósságra épít. Szintén többféle fegyvert használ. A 15-16. század körül alakult ki.

A szódzsucu harcművészet gyakorlói közt felülreprezentált a nők aránya; megjegyzendő, hogy a naginatára épülő harcművészetek esetében ugyanez a helyzet.
A szózsducu a legtöbb japán fegyveres harci rendszerrel ellentétben nem vált dó-vá, igazi harcművészetté. A szódzsucu technikai repertoárja tovább él egyrészt a dzsódó (a dzsó-ra, a 123 cm-es botra építő harcművészet) technikái körében, és így az aikidóban is. Másrészt a Meidzsi-korban a modernizálódó japán hadseregben a gyalogság a szuronyos puskával való közelharc (dzsuken-dzsucu) begyakorlásakor az ősi szódzsucu mozgásanyagát is felhasználta.